# Solanum evolvuloides
Solanum evolvuloides es una especie de planta fanerógama perteneciente a la familia de las solanáceas.

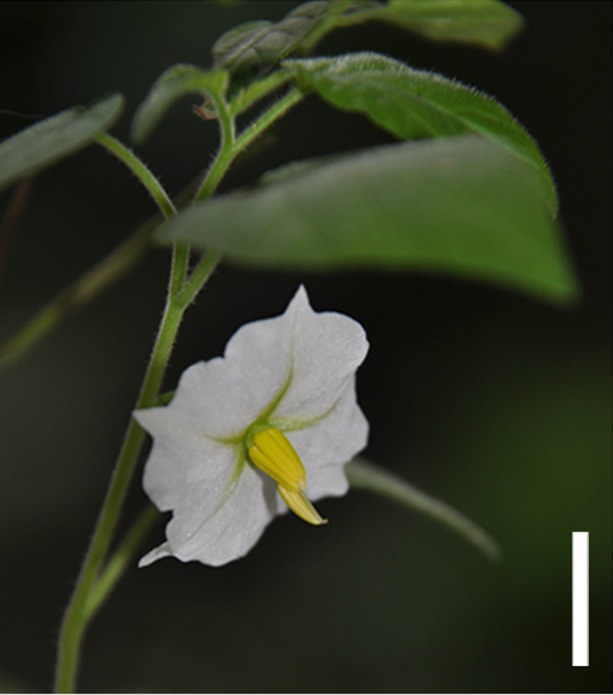
Flor

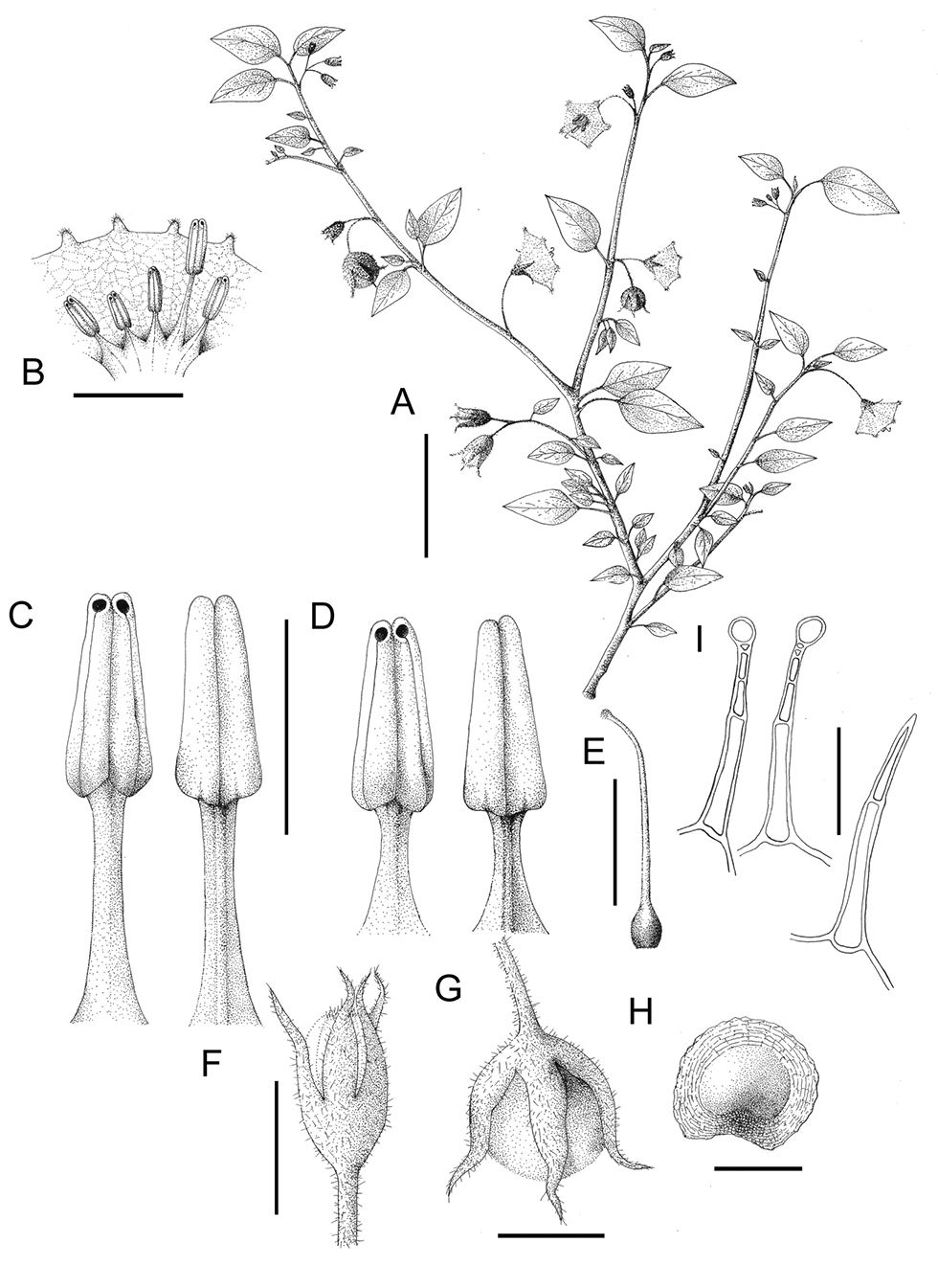
Ilustración

## Descripción
Son plantas herbáceas ligeramente leñosas en la base, ramificadas, que alcanzan un tamaño de 20-40 cm de altura. Los tallos de moderada a densamente pubescente. Las hojas simples, ovadas-elípticas a cordiformes, cartáceas a membranaceas. Las inflorescencias sésiles, laterales, extra-axilares o subopuestas a las hojas, no ramificada, con 1-4 flores. Corola membranacea de color blanco. Frutas de 0,8 a 1,5 cm de diámetro, bayas globosas de color blanco verdoso cuando inmadura, translúcidas en la madurez, al secado de color marrón claro a negruzco, glabra, el mesocarpio acuosa y se mantiene bajo presión, dehiscente de forma explosiva en la madurez.
Semillas de 10-25 por fruto, aplanadas, reniformes.

## Taxonomía
Solanum evolvuloides fue descrita por Giacomin & Stehmann y publicado en PhytoKeys 7: 1–9. 2011.
Etimología
Solanum: nombre genérico que deriva del vocablo Latíno equivalente al Griego στρνχνος (strychnos) para designar el Solanum nigrum (la "Hierba mora") —y probablemente otras especies del género, incluida la berenjena—, ya empleado por Plinio el Viejo en su Historia naturalis (21, 177 y 27, 132) y, antes, por Aulus Cornelius Celsus en De Re Medica (II, 33). Podría ser relacionado con el Latín sol. -is, "el sol", debido a que la planta sería propia de sitios algo soleados.
evolvuloides: epíteto latino compuesto que significa "similar a Evolvulus".